# Leopold Fuckel

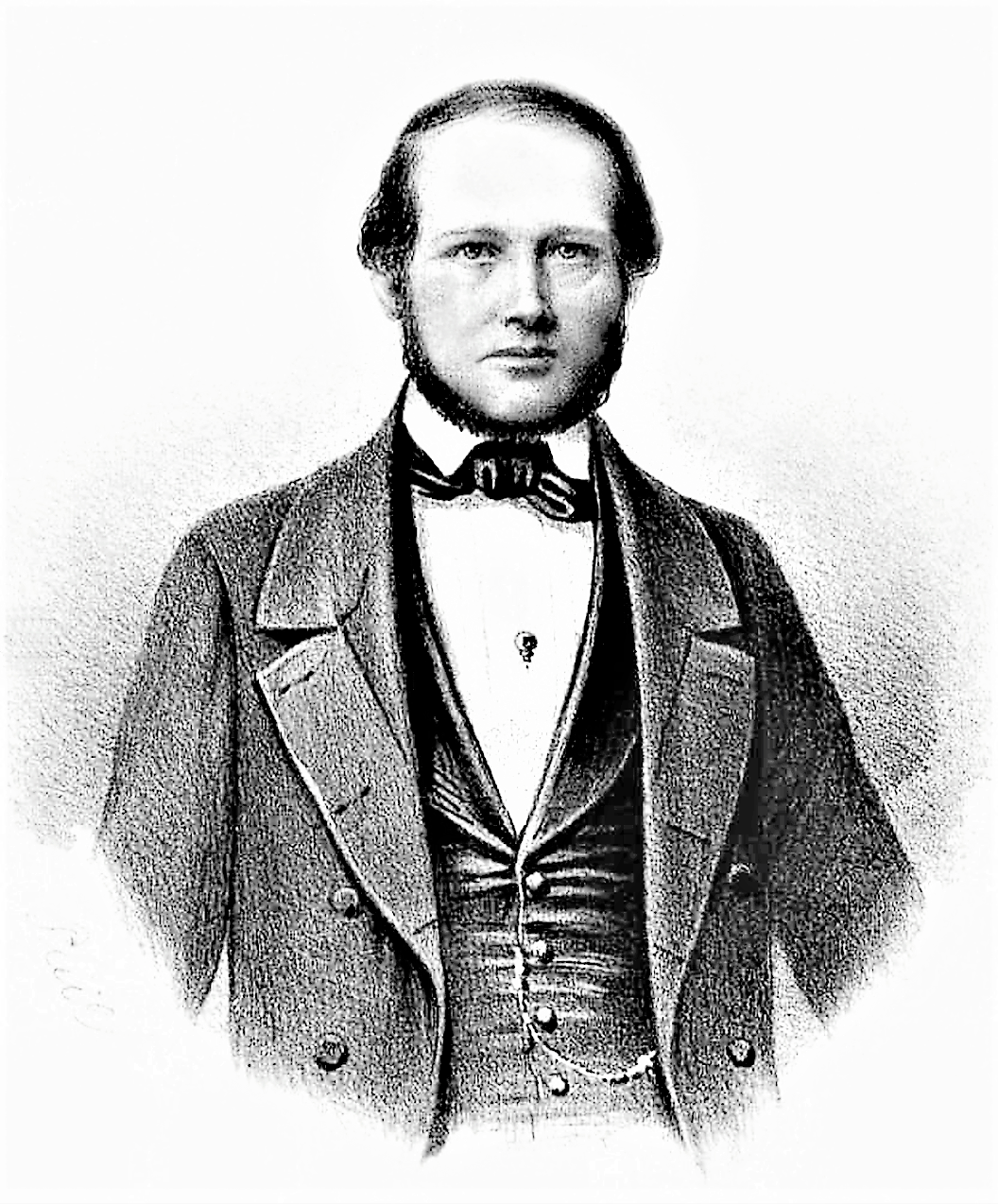
Leopold Fuckel (1862)

Karl Wilhelm Gottlieb Leopold Fuckel (* 3. Februar 1821 in Reichelsheim (Wetterau); † 8. Mai 1876 in Wien) war ein deutscher Mykologe und Botaniker, der sich vorwiegend mit Pilzen beschäftigte. Sein offizielles botanisches Autorenkürzel lautet „Fuckel“.

## Leben und Wirken
Von 1836 bis 1852 war Fuckel als Apotheker tätig. Später bestritt er sein Leben aus den Einkünften eines Weinberges, in dessen Besitz er gekommen war, und konnte sich voll auf seine Studien konzentrieren.
Er forschte an den Pilzen, die die Zweite Deutsche Nordpolar-Expedition in den Jahren 1869 und 1870 gesammelt hatte.
Er legte eine bedeutende Sammlung getrockneter Pilze des Rheingebietes „Fungi rhenani exsiccati“ an, in dem er mehrere tausend Exemplare, darunter Belegexemplare der von ihm beschriebenen Taxa sammelte und später dem Nassauischen Verein für Naturkunde übergab. Diese Sammlung befindet sich heute in der Naturhistorischen Landessammlung im Museum Wiesbaden.
Fuckel veröffentlichte 1869 eine von ihm entwickelte Klassifizierung in „Fungi Perfecti“ und „Fungi Imperfecti“ je nachdem, ob sie eine sexuelle oder asexuelle Morphologie zeigen. Der Mykologe James Scott nennt diese eine „bedauernswerte Entscheidung“, die die Mykologie ein Jahrhundert zurückgeworfen habe.
Fuckel prägte auch den Begriff Conidium als lange Zeit gebräuchlicher Begriff für Sporen sich asexuell vermehrender Pilze, heute Mitospore.
Von einigen deutschen Botanikern seiner Zeit wurde Fuckels Name in Artenlisten mit Fuck. abgekürzt, was bei englischsprachigen Kollegen zu einiger Irritation führte.
Von 1868 bis 1873 hatte er ein Mandat für den Nassauischen Kommunallandtag des preußischen Regierungsbezirks Wiesbaden für den Rheingaukreis. Sein Nachfolger wurde Hermann Schumann.

## Von Fuckel beschriebene Taxa (kleine Auswahl)
- Gattungen
  - Aleuria Fuckel (1870)
  - Ciboria Fuckel (1870)
  - Exoascus Fuckel (1870)
  - Otidea Fuckel (1870)
  - Phyllachora (Nitschke) Fuckel (1870)
  - Plectania Fuckel (1870)
  - Sclerotinia Fuckel (1870)

- Arten
  - Aleuria aurantia (Pers.) Fuckel (1870)
  - Aleuria rhenana Fuckel (1870)
  - Ciboria caucus (Rebent.) Fuckel (1870)
  - Exoascus cerasi Fuckel 1870
  - Otidea leporina (Batsch) Fuckel (1870)[3]
  - Plectania coccinea (Scop.) Fuckel 1870
  - Plectania melastoma (Sowerby) Fuckel 1870
  - Taphrina cerasi Fuckel (1870), gleichlautend bei Sadeb. 1890

## Werke
- Enumeratio fungorum Nassoviae (Katalog der Pilze von Nassau), 1860
- Fungi rhenani exsiccati (Exsiccati Rheinischer Pilze) (1863 bis 1874)
- Symbolae mycologicae. Beiträge zur Kenntnis der Rheinischen Pilze. Wiesbaden, J. Niedner, 1969–1870
- Symbolae mycologicae, Nachträge (Mykologische Symbole, Nachträge) 3 Bd. 1871 bis 1875

Der Entomologe Carl Ludwig Kirschbaum schrieb einen Nekrolog in Jahrbücher des Nassauischen Vereins für Naturkunde 29/30: 432–433.